# Основні кольори

Змішування кольорів за адитивною моделлю. В українській мові прийняті такі назви кольорів використаних в адитивній моделі: червоний, зелений, синій

Змішування кольорів за субтрактивною моделлю. В українській мові прийняті такі назви кольорів використаних в субтрактивній моделі: жовтий, пурпуровий, блакитний

Основні кольори — кольори, змішуючи які можна отримати всі інші кольори та відтінки.

## Історія
Поява концепції основних кольорів була викликана необхідністю відтворювати кольори, для яких у палітрі художника не було точного колірного еквівалента. Розвиток техніки кольоровідтворення вимагав звести кількість таких кольорів до мінімуму, у зв'язку з чим були розроблені концептуально взаємодоповнюючі методи отримання змішаних кольорів: змішування кольорових променів (від джерел світла, що мають певний спектральний склад), і змішування фарб (котрі відбивають світло і мають свої характерні спектри відбиття).

### Різні варіанти вибору «основних кольорів»
Змішування кольорів залежить від колірної моделі. Існують аддитивна та субтрактивна моделі змішування.

#### Аддитивна модель
В адитивній моделі змішування, кольори отримують від змішування променів. При відсутності променів немає жодного кольору — чорний, максимальне змішування дає білий. Прикладом адитивної колірної моделі є RGB.

#### Субтрактивний синтез кольору
Спосіб, який використовує віддзеркалення світла та відповідні барвники.

В субтрактивній моделі змішування, кольори отримують від змішування фарб. При відсутності фарби немає жодного кольору — білий, максимальне змішування дає чорний. Прикладом субтрактивної колірної моделі є CMYK.
Згідно з Йоганнесом Іттеном загалом існує 3 основних кольори: червоний, жовтий і синій. Решта ж кольорів колірного кола утворюються змішуванням цих трьох в різних пропорціях.

## Біофізичні передумови
Основні кольори не є властивістю світла, їх вибір визначається властивостями людського ока й технічними властивостями систем кольоровідтворення.

## Технічні варіанти реалізації моделі використання «основних кольорів»

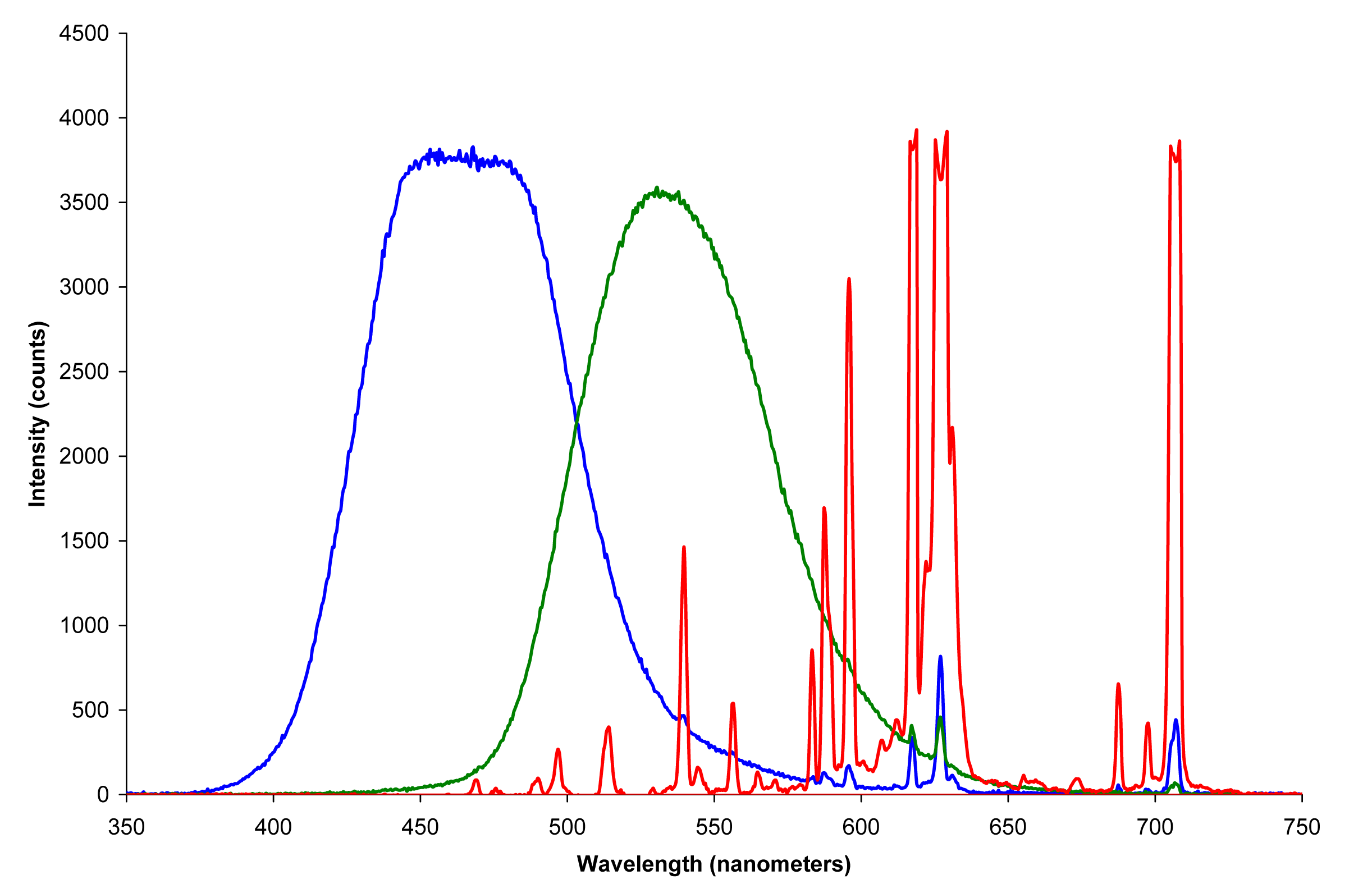
Емісійні спектри люмінофорів червоного, зеленого та синього кольору, які визначають можливості аддитивної моделі Кольоровідтворення типового дисплею на базі ЕПТ